# Torneo di Wimbledon 2016 - Doppio femminile per invito
Magdalena Maleeva e Rennae Stubbs erano le campionesse in carica, ma sono state eliminate ai gironi.
Martina Navrátilová e Selima Sfar hanno vinto il titolo, battendo Lindsay Davenport e Mary Joe Fernández in finale, 7–6(5), rit.

## Tabellone

### Legenda
| - Q = Qualificato - WC = Wild card - LL = Lucky loser | - ALT = Alternate - SE = Special Exempt - PR = Protected Ranking | - w/o = Walkover - r = Ritirato - d = Squalificato |

### Finale
|  | Finale                               |                                      |                                      |    |   |  |
|  |                                      |                                      |                                      |    |   |  |
|  | Lindsay Davenport Mary Joe Fernández | Lindsay Davenport Mary Joe Fernández | Lindsay Davenport Mary Joe Fernández | 65 | r |  |
|  | Martina Navrátilová Selima Sfar      | Martina Navrátilová Selima Sfar      | Martina Navrátilová Selima Sfar      | 7  |   |  |

### Gruppo A
|    |                                      | T Austin S Testud | L Davenport MJ Fernández | M Maleeva R Stubbs | B Schett N Tauziat | RR V-P | Set V-P | Game V-P | Posizione |
| A1 | Tracy Austin Sandrine Testud         |                   | 3-6, 3-6                 | 3-6, 4-6           | 1-6, 5-7           | 0-3    | 0-6     | 19-37    | 4         |
| A2 | Lindsay Davenport Mary Joe Fernández | 6-3, 6-3          |                          | 6-4, 7-5           | 6-2, 6-3           | 3-0    | 6-0     | 37-20    | 1         |
| A3 | Magdalena Maleeva Rennae Stubbs      | 6-3, 6-4          | 4-6, 5-7                 |                    | 6-1, 6-3           | 2-1    | 4-2     | 33-24    | 2         |
| A4 | Barbara Schett Nathalie Tauziat      | 6-1, 7-5          | 2-6, 3-6                 | 1-6, 3-6           |                    | 1-2    | 2-4     | 22-30    | 3         |

La classifica viene stilata in base ai seguenti criteri: 1) Numero di vittorie; 2) Numero di partite giocate; 3) Scontri diretti (in caso di due giocatori pari merito ); 4) Percentuale di set vinti o di games vinti (in caso di tre giocatori pari merito ); 5) Decisione della commissione.

### Gruppo B
|    |                                              | A Keothavong M South M Bartoli | I Majoli A Sánchez Vicario | M Navrátilová S Sfar | J Novotná H Suková   | RR V-P  | Set V-P | Game V-P   | Posizione |
| B1 | Anne Keothavong Melanie South Marion Bartoli |                                | 6-4, 6-2 (con Bartoli)     | 1-6, 3-6 (con South) | 3-6, 3-6 (con South) | 0-2 1-0 | 0-4 2-0 | 10-24 12-6 | 4         |
| B2 | Iva Majoli Arantxa Sánchez Vicario           | 4-6, 2-6 (con Bartoli)         |                            | 4-6, 1-6             | 6-2, 6-4             | 1-2     | 2-4     | 23-30      | 2         |
| B3 | Martina Navrátilová Selima Sfar              | 6-1, 6-3 (con South)           | 6-4, 6-1                   |                      | 6-1, 6-2             | 3-0     | 6-0     | 36-12      | 1         |
| B4 | Jana Novotná Helena Suková                   | 6-3, 6-3 (con South)           | 2-6, 4-6                   | 1-6, 2-6             |                      | 1-2     | 2-4     | 21-30      | 3         |

La classifica viene stilata in base ai seguenti criteri: 1) Numero di vittorie; 2) Numero di partite giocate; 3) Scontri diretti (in caso di due giocatori pari merito ); 4) Percentuale di set vinti o di games vinti (in caso di tre giocatori pari merito ); 5) Decisione della commissione.